# Essey-la-Côte
Essey-la-Côte település Franciaországban, Meurthe-et-Moselle megyében. Lakosainak száma 75 fő (2022. január 1.). Essey-la-Côte Giriviller, Saint-Boingt, Vennezey, Damas-aux-Bois és Haillainville községekkel határos.

## Népesség
A település népességének változása:
| Lakosok száma | 111  | 117  | 105  | 90   | 86   | 84   | 81   | 78   | 74   | 75   |
|               | 1968 | 1982 | 1990 | 2006 | 2013 | 2015 | 2017 | 2019 | 2020 | 2022 |